# 大阪市立心和中学校
大阪市立心和中学校（おおさかしりつ しんわちゅうがっこう）は、大阪市浪速区にある公立中学校。不登校特例校であり、夜間学級も併設する。

## 概要
大阪市で不登校生徒への対応が課題になっていることを背景に、文部科学省の「不登校特例校」（学びの多様化学校。不登校児童生徒を対象とする特別の教育課程を編成して教育を実施する学校）の制度を活用する形で、大阪市としては初めての不登校特例校として、2024年度に開校する。
校舎・校地は、閉校となった旧大阪市立日東小学校の敷地を転用する。
「心和」の校名は、市民からの公募をもとに、大阪市教育委員会が選定した。「生徒の自己実現に向けて、心和む教育環境を生徒と教職員が共に創造するイメージ」を表したとしている。
義務教育を受けることができなかった学齢超過者などを対象とする夜間学級を併設する。夜間学級は、従来の大阪市立天王寺中学校夜間学級と大阪市立文の里中学校夜間学級を統合して設置する。

## 沿革
大阪市では、不登校の児童・生徒数が年々増加し、対応が課題になっていた。
2016年に制定された「義務教育の段階における普通教育に相当する教育の機会の確保等に関する法律」により、不登校の児童・生徒に対する柔軟な教育課程を組むことが可能とした、いわゆる「不登校特例校」の設置促進の方針が示された。このことを受けて、大阪市でも不登校への対応の研究を進めることになった。
2018年に大阪市教育委員会生活指導サポートセンターで研究を開始し、2019年度には生活指導サポートセンター内に「不登校の中学生の学習の場」を開設した。
大阪市教育委員会はそれらの研究や実践を発展させる形で、2020年には不登校特例校の設置に向けた研究を開始した。
2023年2月22日の大阪市会で学校設置条例が改正され、大阪市立心和中学校の校名と、2024年度の開校が正式決定した。
2024年4月1日付での開校当初は、昼間部（学びの多様化学校・いわゆる「不登校特例校」）については、2・3年の転入生を受け入れて発足するとした。1年については2024年後期以降の受け入れとした。

### 夜間学級
心和中学校では2024年度の開校当初から、夜間学級を併設する。夜間学級に通う学齢超過者の生徒と、不登校特例校に通う不登校の生徒が交流する取り組みなども目指している。
夜間学級は、従来の大阪市立天王寺中学校夜間学級と大阪市立文の里中学校夜間学級の2校を統合移転する形で設置し、2024年時点の両校夜間学級在校生は心和中学校夜間学級に移って学ぶことになっている。
夜間学級の入学希望者の増加や、来日外国人の増加などでの夜間学級で学ぶ生徒の多様化などにより、来日外国人への日本語指導に対応できる教員が不足していることで、夜間学級を集約して、日本語指導に対応できる教員を確保し、よりきめ細かい教育を実現したいという目的で、2021年に天王寺・文の里の両校の夜間学級の統廃合の構想が打ち出された。しかし2021年に両校で在校生説明会などを実施したところ、仕事や家族の介護などの事情で通学困難になるとして、統廃合の見直しを求める運動が起きた。
2023年2月の大阪市学校設置条例改正により、大阪市の当初計画通り、前身校の統廃合と心和中学校への夜間学級併設が決定した。一方で大阪市教育委員会は、2021年度時点に両校に在籍している在校生向けへの激変緩和措置として、従来の大阪市立天王寺中学校夜間学級を心和中学校夜間学級天王寺教室（分校）として改編し、2021年度に在籍していた在校生の最大在籍年限にあたる2026年度（2027年3月）まで暫定的に分校を設置する形で、天王寺・文の里両中学校の2021年度時点の夜間学級在校生のうち希望する生徒は分校に通学できるようにする措置を検討するとしている。

### 年表
- 2020年 - 大阪市教育委員会、「不登校特例校」の設置に向けた研究を開始。
- 2023年2月22日 - 大阪市会で学校設置条例の改正が成立。大阪市立心和中学校の校名と、2024年度の開校が正式決定。
- 2024年4月1日 - 開校。

## 通学区域
- 不登校特例校のため、通学区域は設定されていない。

## 交通
- Osaka Metro堺筋線 恵美須町駅 1A号出口 北東へ約300m。
- Osaka Metro谷町線 四天王寺前夕陽ヶ丘駅 5号出口 西へ約700m。